# باشگاه هوایی ایالات متحده

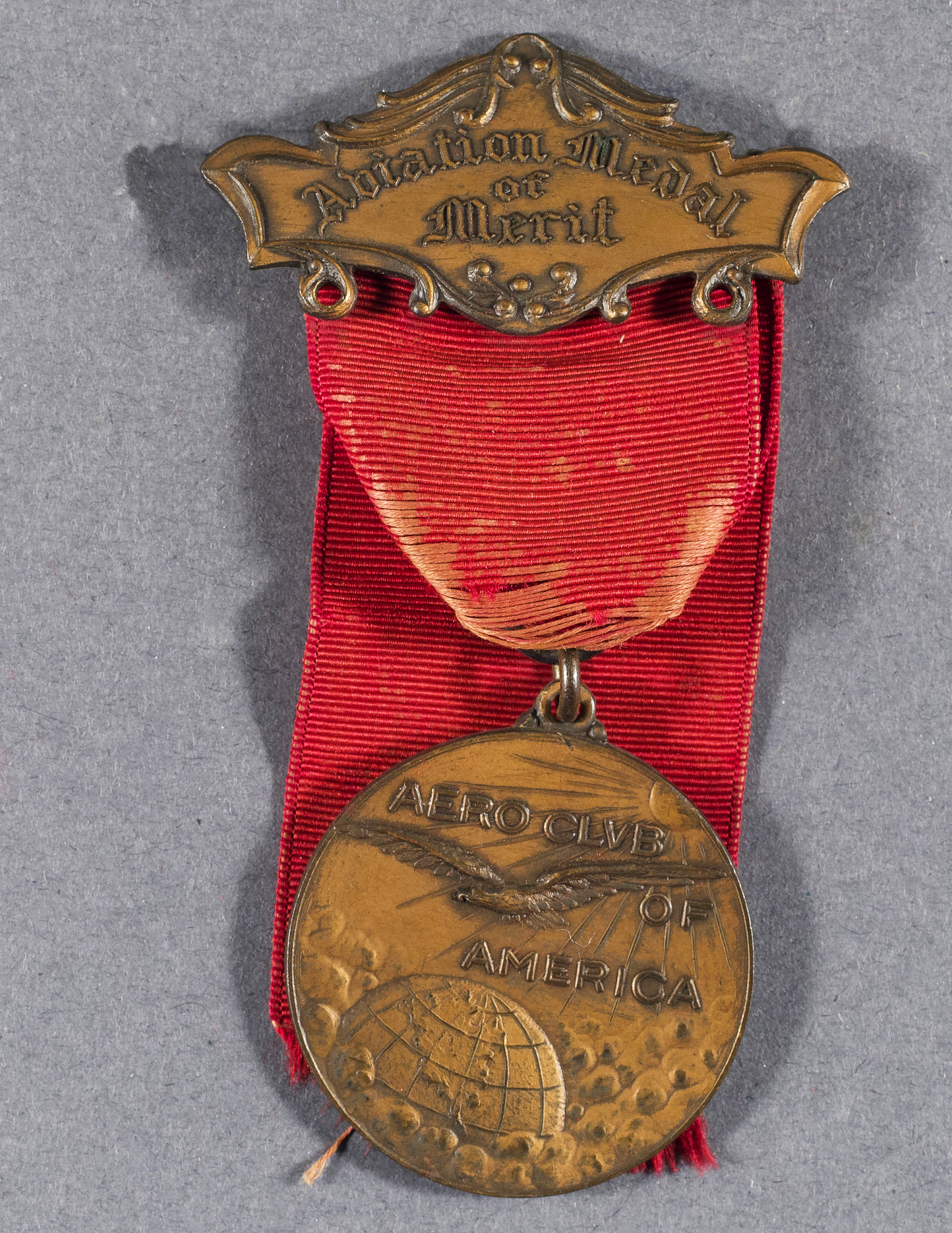
مدال افتخار هواپیمایی صادر شده توسط ساشگاه هوایی ایالات متحده، به ۳۳ هواپیمابر هواپیمایی که در طول جنگ جهانی اول در انگلیس و فرانسه خدمت می‌کردند.

باشگاه هوایی ایالات متحده یک باشگاه اجتماعی بود که در سال ۱۹۰۵ توسط چارلز جاسپر گلیدن و آگوستوس پست، به منظور ارتقا هواپیمایی در آمریکا تشکیل شد. این سازمان والدین بسیاری از بخشهای ایالتی بود که اولین آنها باشگاه هوایی نیوانگلند بود. تا سال ۱۹۲۳ رونق گرفت و سپس به انجمن ملی هوانوردی تبدیل شد که امروزه نیز وجود دارد. اولین مجوز خلبانی را در ایالات متحده صادر کرد و تکمیل موفقیت‌آمیز مراحل صدور مجوز توسط ارتش ایالات متحده برای خلبانان تا سال ۱۹۱۴ تأمین گردیده بود. این باشگاه نمایشگاه‌ها و مسابقات هوایی متعددی را حمایت مالی کرد. کورتلندت فیلد بیشاپ در سال ۱۹۱۰ رئیس آن بود. از سال ۱۹۱۱، رابرت جی کولی رئیس جدید شروع به ارائه جایزه کالیر کرد.

## تاریخچه

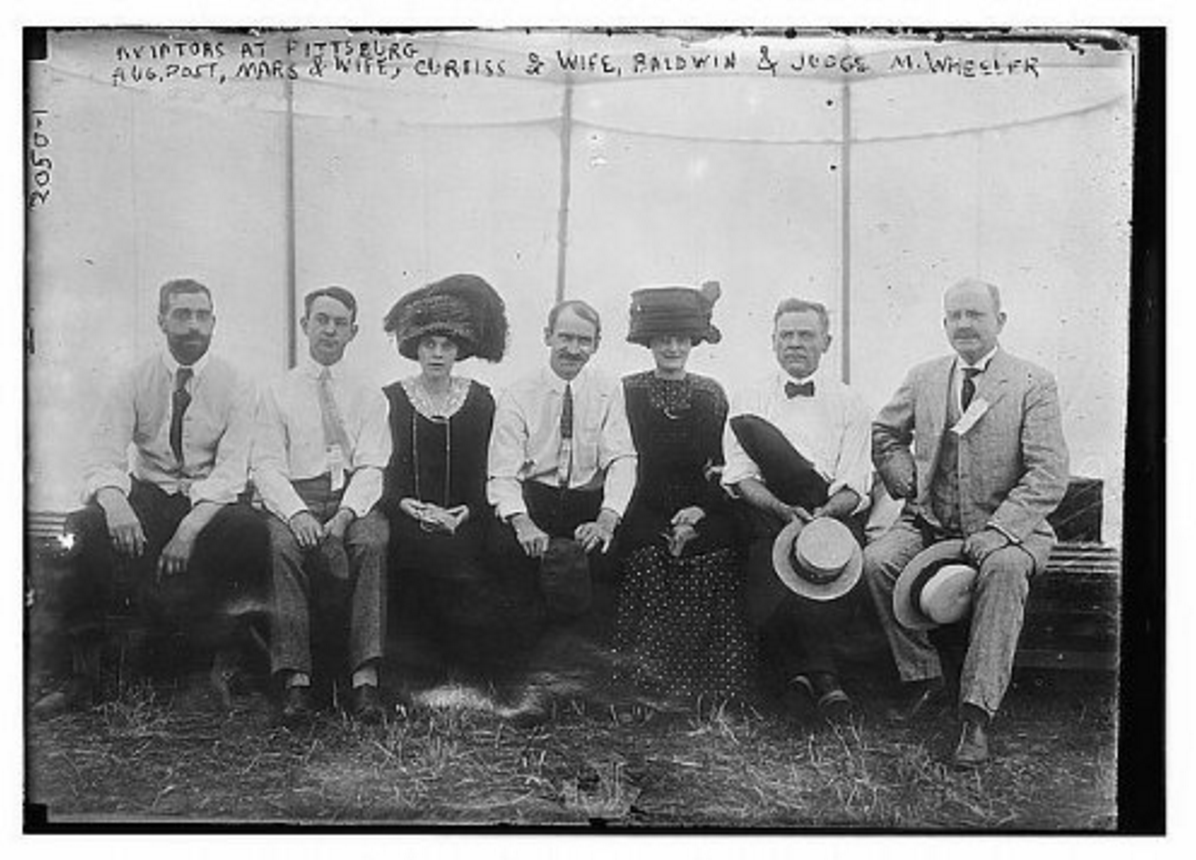
آگوستوس پست، بد مارس و همسرش، گلن کورتیس و لنا کورتیس، توماس اسکات بالدوین و قاضی ویلر در نمایش هوایی پیتسبورگ - ۱۹۱).

اگرچه عقل متعارف می‌گوید که باشگاه هوایی در سال ۱۹۰۵ آغاز به کار کرد، اما عکس‌هایی از جامعه بالا و ماجراجویان وجود دارد که در سال ۱۹۰۲ با مهر «باشگاه هوایی» چاپ شده‌اند. در تابستان سال ۱۹۰۵ چندین عضو باشگاه اتومبیلرانی آمریکا از جمله چارلز گلیدن، هومر هج، دیو موریس، جان اف اورک و آگوستوس پست باشگاه هوایی آمریکا را تأسیس کردند. آنها بالونیست ه مشتاق بودند اما آمریکا از ورزش هوانوردی پشتیبانی چندانی نداشت. آنها عزم خود را برای تأسیس یک باشگاه جدید با سازمانی شبیه باشگاه اتومبیل که هدف آنها ارتقا هواپیمایی بود، دقیقاً مانند باشگاه هوایی فرانسه تعیین کردند. هومر هیدج به عنوان اولین رئیس و آگوستوس پست به عنوان دبیر اول انتخاب شدند.
در سال ۱۹۱۰، سه کنوانسیون مختلف در میان باشگاه‌ها و جوامع هوانوردی در نیویورک برگزار شد. شورای ملی باشگاه‌های وابسته باشگاه هوایی آمریکا تشکیل شد. سی و نه نماینده به نمایندگی از حوزه‌های انتخابیه از پسادنا، کالیفرنیا، تا بوستون، در باشگاه هوایی گرد هم آمدند و سازمان اصلی بخش‌های مختلف ایالتی را تشکیل دادند.
در سال ۱۹۱۹، دبیر باشگاه، آگوستوس پست، قوانین مسابقه پروازهای بین اقیانوس اطلس یعنی بین نیویورک و پاریس را تنظیم کرد. او در تأمین جایزه اورتایگ ۲۵٬۰۰۰ دلاری با صاحب ثروتمند هتل ریموند اورتایگ همکاری کرد. قرار بود جایزه ۲۵٬۰۰۰ دلاری «به اولین هواپیمابر هر کشور متفقین که از اقیانوس اطلس در یک پرواز، از پاریس به نیویورک یا نیویورک به پاریس عبور کند» اعطا شود. پس از پنج سال عدم موفقیت در جذب رقبا، این جایزه سپس تحت کنترل هیئت امنای بانک هفت عضوی برایانت قرار گرفت، که این جایزه را به خاطر پرواز موفقیت‌آمیز خود در سال ۱۹۲۷ برای روح سنت لوئیس به چارلز لیندبرگ اعطا کرد.

## یادداشت‌های تاریخی

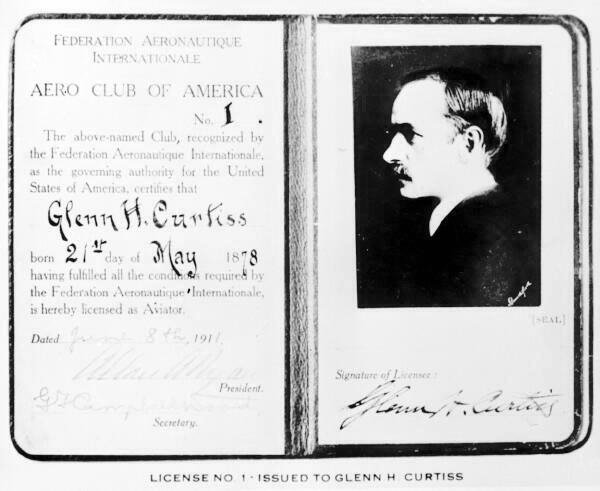
مجوز خلبان گلن اچ. کورتیسدر سال ۱۹۱۱